# Youssou N’Dour
Youssou N’Dour (ur. 1 października 1959 w Dakarze) – senegalski kompozytor, wokalista i perkusista (z ludu Wolofów), najszerzej obecnie znany muzyk Czarnej Afryki. Działacz polityczny, minister kultury i turystyki (od 2012), ambasador dobrej woli UNICEF.

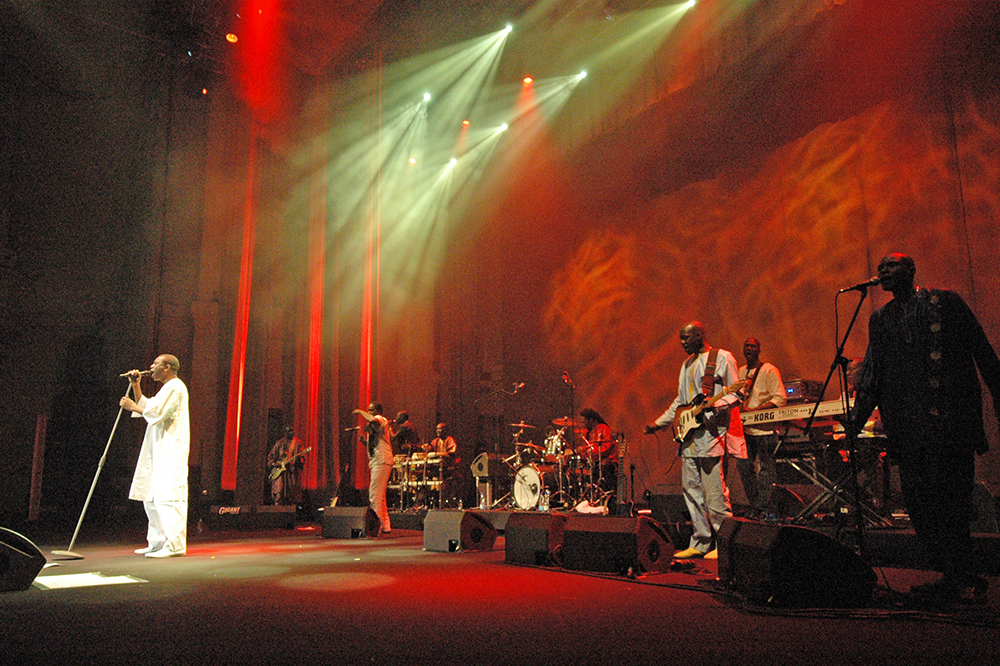
Youssou N'Dour wraz z zespołem na scenie w Sali Kongresowej w Warszawie, wrzesień 2009 r.

## Życiorys

### Kariera muzyczna
Youssou N’Dour śpiewał jako dziecko podczas ceremonii religijnych w Medinie – rodzinnej dzielnicy Dakaru. Regularne występy zaczął w wieku 12 lat. Jako nastolatek śpiewał w czołowej grupie senegalskiej lat siedemdziesiątych – Star Band. Mając 20 lat, założył własną grupę Etoile de Dakar, grającą modną wówczas w Afryce muzykę latynoską. W 1981 N’Dour założył następną, działającą do dziś, grupę Super Etoile. W połowie lat osiemdziesiątych grupa ta doprowadziła do rozkwitu specyficzny senegalski styl muzyczny zwany (z języka wolof) mbalax, łączący nowoczesne popowe brzmienie z tradycyjną muzyką afrykańską. Super Etoile wkrótce stała się najsłynniejszą grupą Czarnej Afryki.
Dla zachodniej publiczności odkrył Youssou N’Doura Peter Gabriel. Na jego albumie So z 1986 N’Dour zaśpiewał w utworze In Your Eyes i został zaproszony do studia Real World w Wielkiej Brytanii w czasie powstawania albumu Passion, będącego ścieżką dźwiękową do filmu Ostatnie kuszenie Chrystusa Martina Scorsese. N’Dour i Super Etoile towarzyszyli Gabrielowi w światowym tournée po wydaniu tej płyty. W 1988 Youssou N’Dour uczestniczył w światowym tournée Human Rights Now!, organizowanym przez Amnesty International, obok Bruce’a Springsteena, Stinga i Tracy Chapman.
W 1989 Virgin wydała pierwszy album Youssou N’Doura promowany na skalę międzynarodową – The Lion. Album zawierał między innymi utwór Shaking the Tree, autorstwa Petera Gabriela. W 1990 ta sama firma wydała jego drugi międzynarodowy album Set (w języku wolof „czysty”), który stał się dla młodzieży w Senegalu inspiracją do ekologicznej akcji czyszczenia miast Set Setaal.
W 1991 N’Dour podpisał kontrakt z wytwórnią płytową 40 Acres and a Mule Musicworks (oddziałem Columbii), prowadzoną przez Spike’a Lee, specjalizującą się w muzyce Czarnej Afryki. W 1992 wytwórnia ta wydała album N’Doura i Super Etoile – Eyes Open, nagrany we własnym studiu N’Doura Xippi w Dakarze. Eyes Open był nominowany do nagrody Grammy. Po wydaniu Eyes Open Youssou N’Dour został ambasadorem dobrej woli UNICEF na Międzynarodowy Rok Dziecka. W lipcu 1993 w Paryżu wystawiono skomponowaną przez N’Doura operę w stylu muzyki afrykańskiej. W tym samym roku N’Dour uczestniczył w programie BBC Rhythms of the World. W 1994 wspólnie z Neneh Cherry nagrał przebojowy singiel 7 Seconds, zamieszczony na albumie Wommat (w języku wolof „przewodnik”) z 1994 a rok później został w Europie ogłoszony piosenką roku. Był to, jak dotąd, jego największy komercyjny sukces.
Youssou N’Dour angażuje się w promocję senegalskiej muzyki i kultury na świecie. W 1994 był współzałożycielem Society of African Promotion – zajmującej się tym organizacji. W 1996 założył wytwórnię płytową Jololi (w języku wolof „dom”), nagrywającą (w studiu Xippi) i promującą senegalskich artystów. Jololi współpracuje z wytwórniami Real World, World Circuit, DeLabel i Virgin. W wielkich miastach Zachodniej Europy i Północnej Ameryki N’Dour organizuje cykliczne imprezy muzyczne The Great African Ball – wieczory z rodzimą muzyką dla emigrantów z Senegalu. Album Joko (w języku wolof „łącze”) z 2000 był częścią akcji zakładania w Afryce Zachodniej punktów dostępu do internetu. Muzycznie album ten był próbą wyjścia poza ramy afrykańskiej muzyki.
W 2002 Youssou N’Dour wydał album Coono du Reer (w języku wolof: „nic na próżno”, tytuł angielski Nothing in Vain), bliższy, niż poprzednie, czysto afrykańskiej stylistyce. Ostatnia jak dotąd płyta N’Doura Egypt z 2004 mocniej, niż poprzednie albumy sięga do tradycji muzyki muzułmańskiej. Według samego N’Doura album ten ma ukazać światu tolerancyjne oblicze islamu.
W październiku 2007 wytwórnia Nonesuch Records wydała jego kolejny album zatytułowany Rokku Mi Rokka (w języku wolof: „dawaj i bierz”), na której artysta ponownie pojawia się w duecie z Neneh Cherry (w piosence Wake Up Africa).
W dniu 13 września 2009 Youssou N’Dour po raz pierwszy zagrał w Polsce na inauguracji 5. Festiwalu Warszawskiego Skrzyżowanie Kultur. Kolejny raz artysta wystąpił w 2011 na 10. edycji Open’er Festival w Gdyni.

### Działalność polityczna
W styczniu 2012 zapowiedział swój udział w wyborach prezydenckich w Senegalu. Jego kandydatura została jednakże odrzucona przez komisję wyborczą, według której nie zebrał on wymaganej liczby podpisów poparcia. N’Dour odrzucił stanowisko komisji, uznając je za całkowicie polityczne.
W drugiej turze wyborów poparł kandydaturę Macky’ego Salla, jednego z liderów opozycji wobec rządów prezydenta Abdoulaye’a Wade. Po jego zwycięstwie, 5 kwietnia 2012 objął stanowisko ministra kultury i turystyki w nowo utworzonym rządzie premiera Abdoula Mbaye’a.